# Scor
SCOR (in origine Société commerciale de réassurance) è un'azienda multinazionale francese operante nel settore delle riassicurazioni.
Essa è stata creata nel 1970, nel 1989 è stata quotata alla borsa di Parigi e dal 1996 al 2007 è anche scambiata all'ADR della New York Stock Exchange. Nel 2006, Scor è la prima società francese quotata a cambiare ragione sociale da società anonima a società europea, unendo le filiali tedesche ed italiane. Scor è la quinta società di riassicurazione al mondo, con 38 uffici nel mondo ed operativa in 160 paesi e con più di 4.000 clienti.